# Синдром на Кушинг
Синдромът на Кушинг е състояние, причинено от натрупването на твърде големи количества кортизол в човешкото тяло.

## Описание
Синдромът на Кушинг е сравнително рядко заболяване. Най-често засяга пациентите, които са приемали дълго стероидни лекарствени препарати. В много малък процент от синдрома страдат хора, които произвеждат прекалено много кортизол, най-често вследствие на тумор.

## Симптоми
При някои пациенти се наблюдава затлъстяване, при други – просто преразпределяне на мастната тъкан. Артериалната хипертония се проявява в около 70% от случаите. Именно това е и причината за риска от смърт при нелекуване. Възможни са и кожни промени, повишено окосмяване при жените, намалено такова при мъжете, нарушения в менструалния цикъл и други.